# Gardena (tuingereedschap)

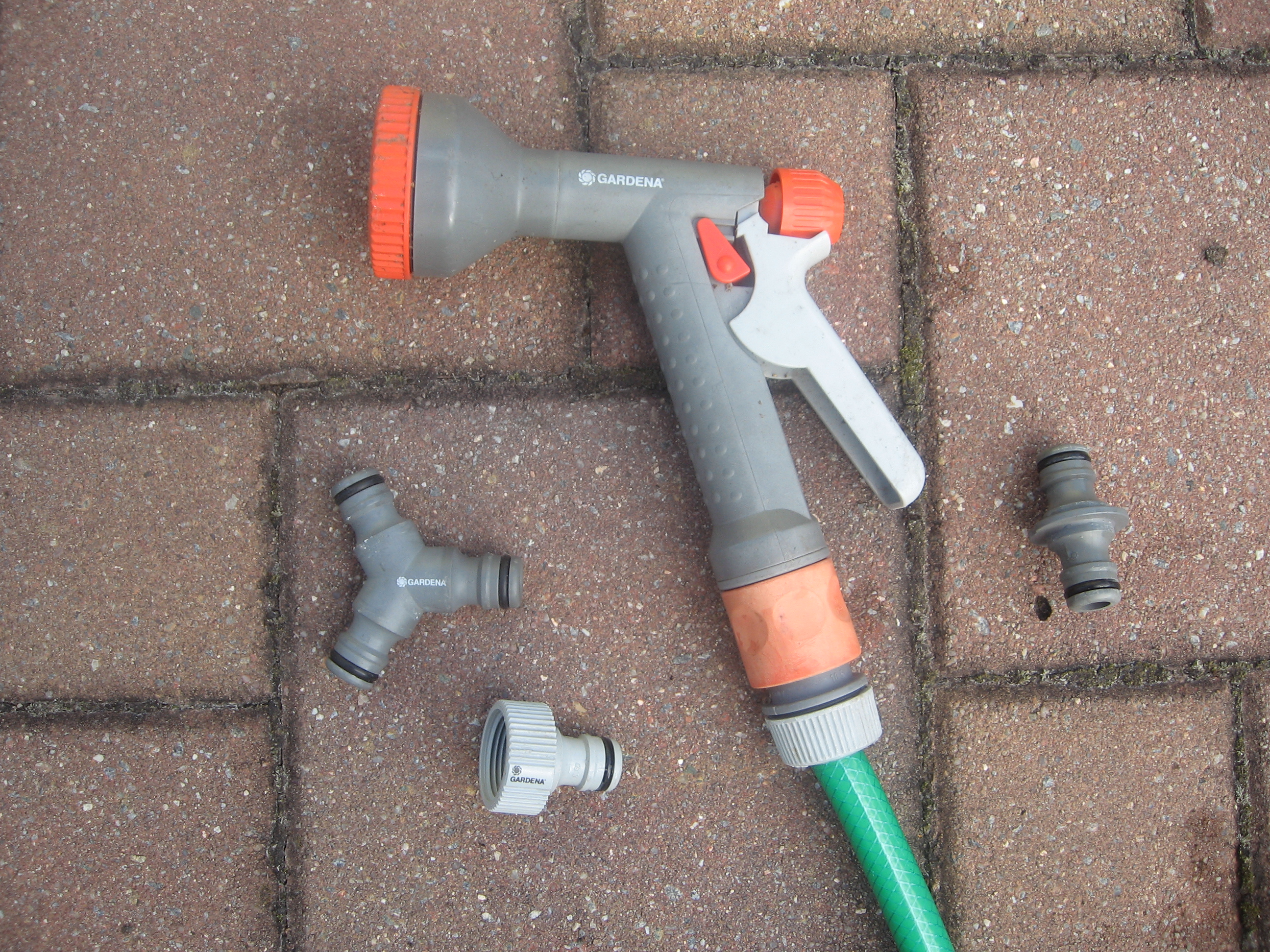
Gardena tuingereedschap, met verwisselbare onderdelen.

Gardena GmbH, gevestigd in Ulm, is een Duitse fabrikant van tuingereedschap en sinds 2007 een dochteronderneming van de Zweedse Husqvarna Group. Met een jaaromzet van circa 790 miljoen euro is Gardena een van de grootste in zijn sector. 
Het bedrijf werd in 1961 opgericht door Werner Kress en Eberhard Kastner. Vijf jaar later werd het merk Gardena ingevoerd, en werd het bedrijf omgedoopt tot Gardena Kress + Kastner GmbH. In 1968 werd het waterslangstekkerssysteem (Original GARDENA System) met verwisselbare onderdelen geïntroduceerd. In 2007 verkocht Industri Capital Gardena aan Husqvarna voor 730 miljoen euro. Sinds 2015 wordt de Gardena Division beheerd als een grotendeels onafhankelijke divisie van de Groep. 